# Strmec nad Dobrno
Strmec nad Dobrno este o localitate din comuna Dobrna, Slovenia, cu o populație de 120 de locuitori.